# Synopeas osaces
Synopeas osaces är en stekelart som först beskrevs av Walker 1836.  Synopeas osaces ingår i släktet Synopeas och familjen gallmyggesteklar. Arten är reproducerande i Sverige. Inga underarter finns listade i Catalogue of Life.